# Лазающие жабы
Лазающие жабы (лат. Nectophryne) — род бесхвостых земноводных из семейства жаб. Родовое название происходит от др.-греч. νηκτος — «плавающий» и др.-греч. φρυνη — «жаба».

## Образ жизни
Обитают в тропических лесах. Ведут древесный образ жизни, активны в сумерках или ночью. Питаются мелкими беспозвоночными. 

## Распространение
Род включает виды, найденные в Нигерии, Камеруне, Габоне, северо-восточной части Демократической Республики Конго и на острове Биоко в Экваториальной Гвинее.

## Классификация
На февраль 2023 года в род включают 2 вида:
- Nectophryne afra Buchholz & Peters in Peters, 1875 — Лазающая жаба, или лазающая ночная жаба
- Nectophryne batesii Boulenger, 1913 — Пластинчатоногая жаба